# Condado de Kiowa (Oklahoma)
O Condado de Kiowa é um dos 77 condados do estado americano do Oklahoma. A sede do condado é Hobart, que é também a sua maior cidade.
A região tem uma área de 2669 km² (dos quais 42 km² estão cobertos por água), uma população de 10 227 habitantes, e uma densidade populacional de 3,9 hab/km² (segundo o censo nacional de 2000). A região foi fundada em 1901 e recebeu o seu nome a partir da tribo ameríndia Kiowa.

## Regiões próximas
- Condado de Washita (norte)
- Condado de Caddo (leste)
- Condado de Comanche (sudeste)
- Condado de Tillman (sul)
- Condado de Jackson (sudoeste)
- Condado de Greer (oeste)

## Cidades e vilas
- Cooperton
- Gotebo
- Hobart
- Lone Wolf
- Mountain Park
- Mountain View
- Roosevelt
- Snyder